# دارسی دیموس
دارسی دیموس (به انگلیسی: Darcy DeMoss) (زاده ۱۹ اوت ۱۹۶۳) بازیگر آمریکایی است.
از فیلم‌های معروف او می‌توان به بازی در فیلم نمی‌توانید عشق مرا بخرید، جمعه سیزدهم و بازگشت به وحشت بالا اشاره کرد.